# Trabancos

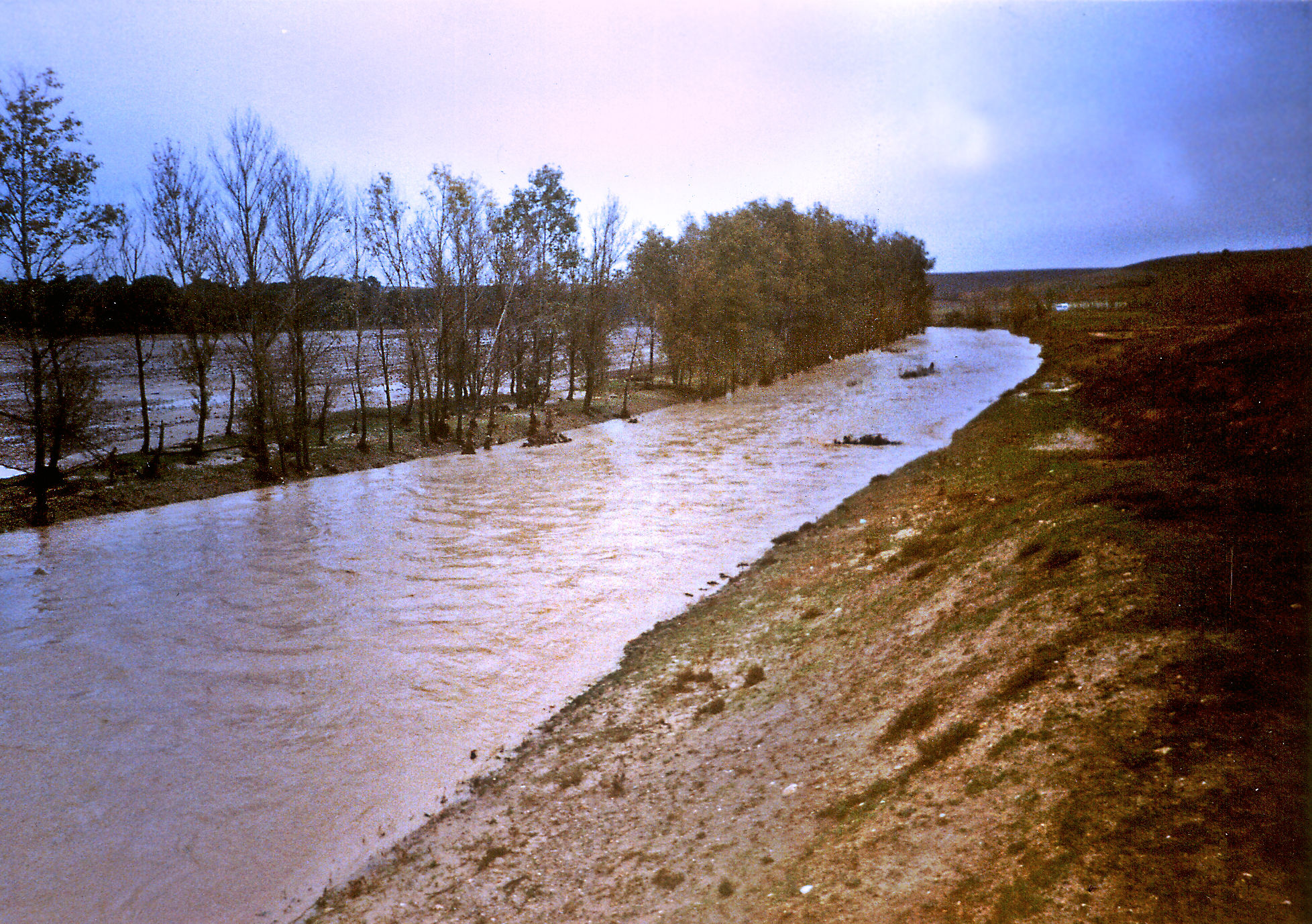

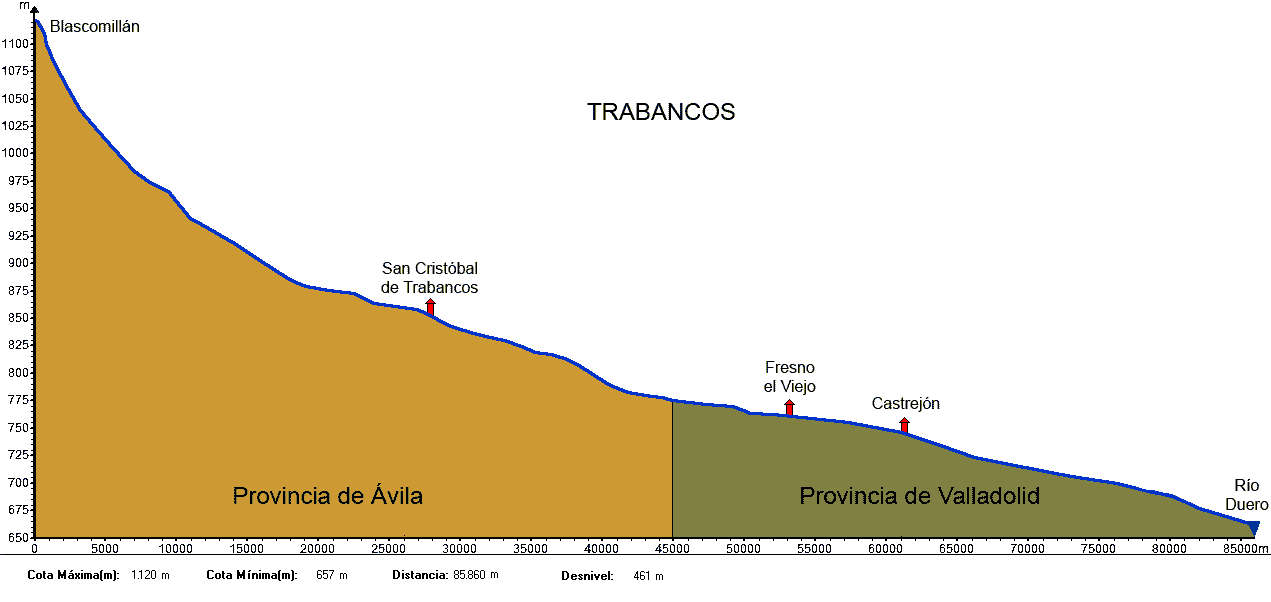
Żwirowy płaskowyż wzdłuż środkowego i dolnego biegu rzeki Trabancos.

Trabancos – hiszpańska rzeka pomiędzy Zapardiel i Guareña, południowy dopływ rzeki Duero. Rozpoczyna się w comarce La Moraña, w prowincji Ávila, w Kastylii i León, w pobliżu Blascomillán. Trabancos ma 85 kilometrów i 860 metrów długości i jej źródło płynie na wysokości 1 120 metrów nad poziomem morza. Dno rzeki Trabancos jest stabilne. Poziom wody wzrasta jedynie po gwałtownych burzach. Gminy, które znajdują się w pobliżu rzeki Trabancos to: San Cristóbal de Trabancos i Horcajo de las Torres w prowincji Ávila oraz Fresno el Viejo i Castrejón w prowincji Valladolid.

## Geomorfologia
Od źródła rzeki Trabancos w prowincji Ávila aż do ujścia w miejscowości Pollos, w prowincji Valladolid, bieg rzeki jest uwarunkowany przez uskok z trzeciorzędu (era kenozoiczna), który jak większość uskoków z tej epoki zaobserwowanych w tej okolicy, biegnie w kierunku NNE-SSW. Uskok oddziela materiały z oligocenu po stronie prawej od materiałów z miocenu po stronie lewej. Poza nimi zachowały się liczne materiały z czwartorzędu.
Badania we wsi w pobliżu rzeki Trabancos, pomiędzy gminami Castrejón i Pollos wykazały istnienie trzech lub czterech poziomów terasów. Najstarszy z nich, zwany TT-1 znajduje się na wysokości od 35 do 40 metrów nad korytem rzeki. Drugi (TT-2) znajduje się około 25/30 metra powyżej koryta, trzeci (TT-3) na wysokości 15 metrów, a czwarty (TT-4) na wysokości 10 metrów.
Hiszpański naukowiec, Alfredo Pérez-Gonzalez nazwał skarpę "Superficie de Alaejos" ("Płaskowyż Alaejos"). Płaskowyż najprawdopodobniej pochodzi z czwartorzędu.
Na terenie płaskowyżu Alaejos można wyróżnić kilka różnego rodzaju materiałów, takich jak żwir, w którym zawarte są: kwarc i kwarcyt.
Terasy rzeki Trabancos zostały wykryte jedynie po lewej stronie rzeki. Pochodzą one z najstarszej epoki neogenu, zwanej miocenem. Powstały wskutek twardego poziomu na drugim brzegu, wielu czynników erozyjnych, co przeszkodziło w konserwacji.

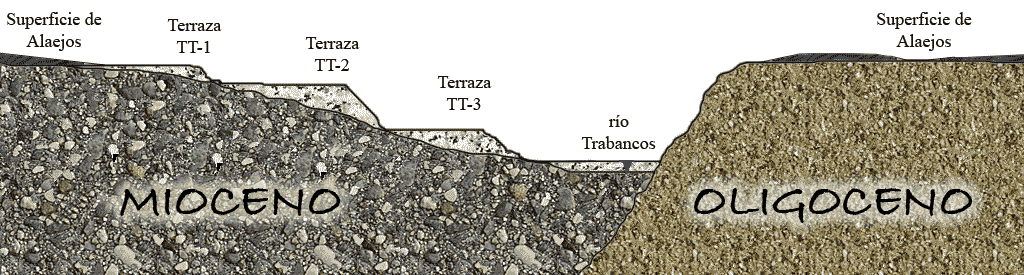
Schemat geomorfologiczny Trabancos, ukazujący możliwy rozmiar, który dotyczy środkowej i końcowej części rzeki.

Teras zwany TT-4 widoczny jest tylko na wysokości gminy Narros del Castillo w prowincji Ávila. Teras TT-3 jest lepiej zakonserwowana niż TT-4, jednak wysokość TT-3 powyżej koryta rzeki Trabancos nie jest stała. TT-2 także jest dość dobrze zakonserwowany, jednak jest znacznie krótszy od innych dopływów rzeki. Jeżeli w obrębie terasu TT-1 zachowały się jakiekolwiek pozostałości południowego obszaru Alaejos (w prowincji Valladolid), było bardzo trudno wyróżnić glebę coluvionar, która występowała na terenie płaskowyżu Alaejos.